# Parc provincial de Val-Comeau
Le parc provincial de Val-Comeau est un parc provincial situé à Val-Comeau, au nord-est du Nouveau-Brunswick.
Le parc est situé sur une dune bordé à l'ouest par la Grande Rivière Tracadie et à l'est par le golfe du Saint-Laurent.
Il comprend un terrain de camping au sud et une plage au bord du golfe. Le nord du parc est accessible par une route de terre qui se rend jusqu'à un canal creusé à travers la dune qui permet aux bateaux de pêche d'atteindre le golfe à partir du port de Val-Comeau.
Les rives de la rivière sont un endroit propice pour la pêche aux coques.

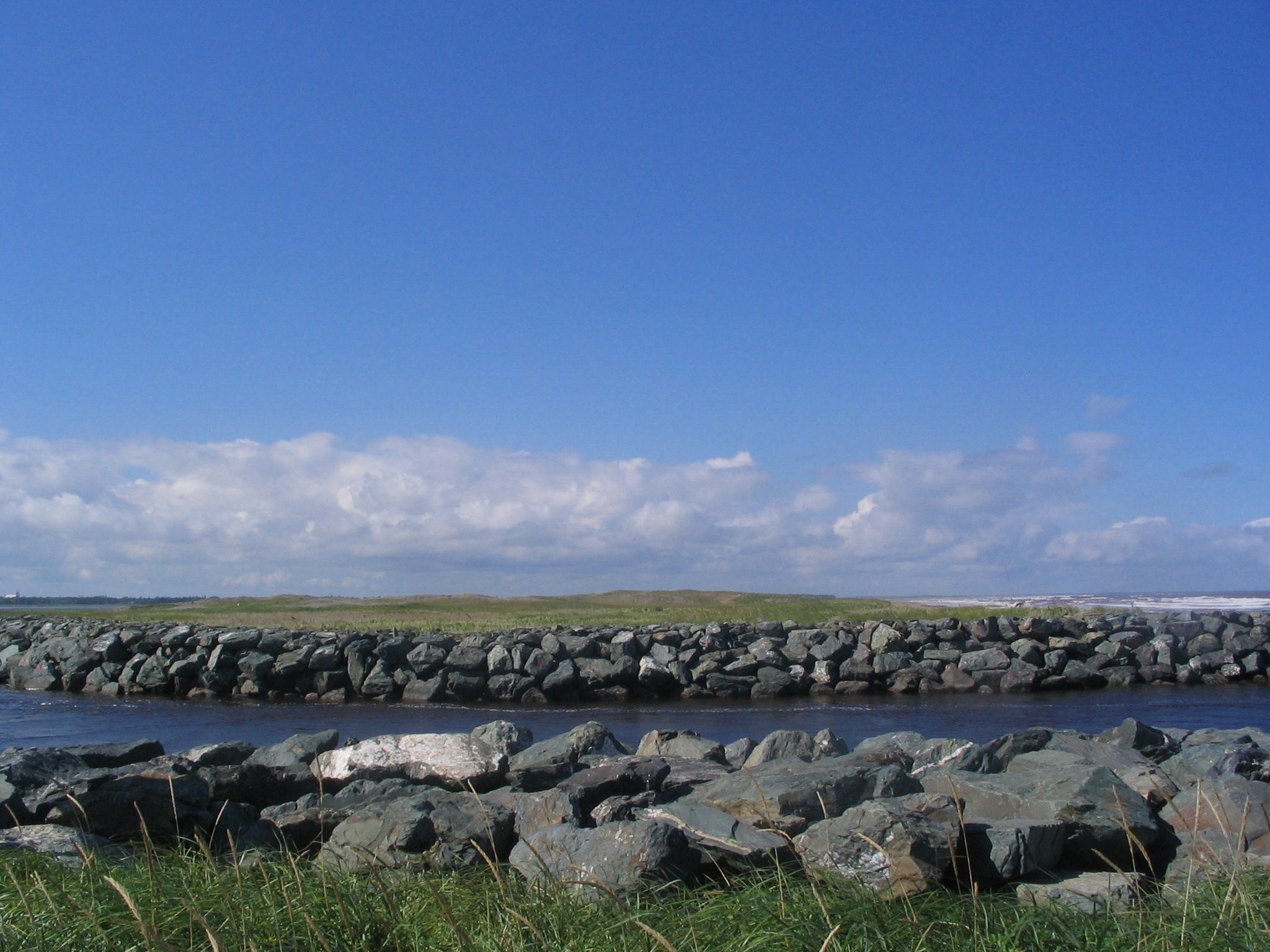
Canal de Val-Comeau.
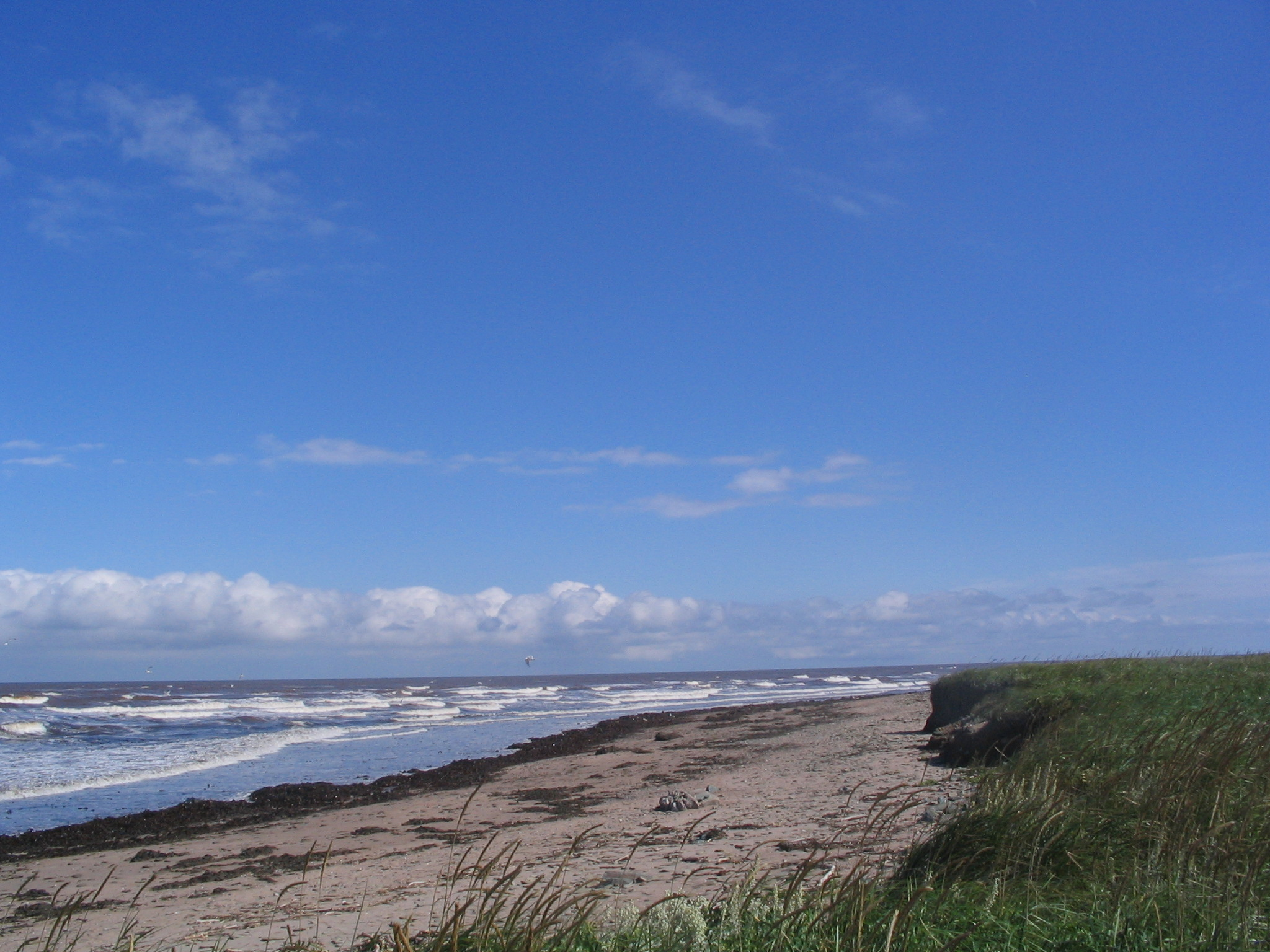
Plage de Val-Comeau.
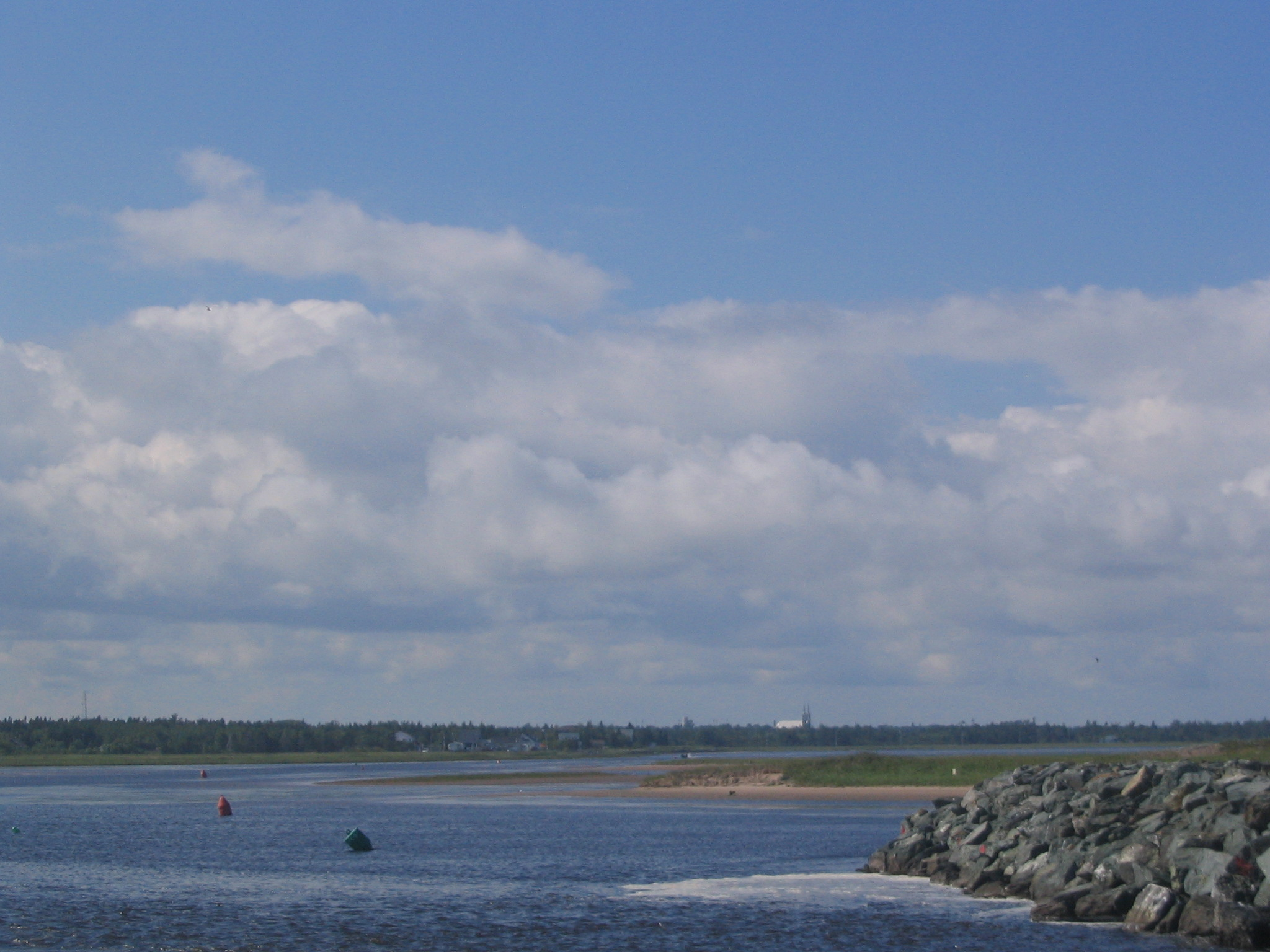
L'embouchure de la Grande Rivière Tracadie à Val-Comeau. La ville au loin est Tracadie-Sheila.